# Tomáš Rychnovský
Tomáš Rychnovský (* 8. prosince 1978, Jihlava) je český fyzioterapeut, specializující se na cílenou a komplexní léčbu bolesti zad, kloubů, hlavy, krční páteře, kyčle, ramen a dalších částí těla. Při léčbě vychází z vývojové kineziologie a principů DNS. Kromě manuálních technik, mobilizací, akupunktury a jiných používá k urychlení hojení piezoelektrické vlny a Tecar.

## Pracovní život
Vystudoval fyzioterapii na 2. lékařské fakultě Univerzity Karlovy v Praze. Byl žákem Prof. PaedDr. Pavla Koláře Ph.D., přednosty rehabilitační kliniky v nemocnici Motol, u něhož působil 10 let. Během studia se zabýval sledováním kvality pohybového vývoje novorozenců a jeho vlivem na lidskou motoriku i na vznik pozdějších bolestivých poruch.
Od roku 2001 provozuje soukromou fyzioterapeutickou praxi pro dospělé. Absolvoval kurz DNS techniky. V roce 2006 získal certifikát garantovaný Mezinárodní Vojtovou společností a rozšířil praxi o dětskou část, v jejímž rámci provádí diagnostiku a terapii hybných poruch novorozenců. Absolvoval víkendové studium Pražské psychoterapeutické fakulty a studoval podstaty fungování lidské mysli, které vedou k nastolení vnitřního klidu. V roce 2010 získal na 2. lékařské fakultě Univerzity Karlovy v Praze vědecký doktorský titul Ph.D., obhajobou disertační práce s názvem Magnetická rezonance respirační dynamiky a posturální funkce bránice, a získal také titul PhDr.
Kromě fyzioterapie začal přednášet také na veřejnosti a ve firmách. Zabývá se stress managementem, rovnováhou těla a mysli, cvičením hluboké stabilizace páteře a péčí o pohybový aparát. Od roku 2017 přednášel po boku psychologa Milana Studničky a vystoupili např. na Festivalu Evolution. Oba zároveň spojili svou praxi a vytvořili platformu Dovychovat, zaměřenou na zvládání stresu, komunikaci v náročných situacích, výchovu dětí nebo tělesné cvičení. V roce 2019 vydali knihu s názvem Každá bolest má svou příčinu, která shrnovala to nejdůležitější z jejich dosavadní společné praxe.
Jako host opakovaně vystoupil v médiích, například na XTV, v pořadu Host Radiožurnálu nebo Menu pro Emu na ČT1. Na udílení Českých lvů předával cenu za nejlepší kameru.

## Osobní život
Je ženatý. S manželkou Evou vyvinul během jejího těhotenství metodu (není uvedeno jakou) pro ženy v těhotenství a po porodu.

## Dílo
- RYCHNOVSKÝ, Tomáš. Magnetická rezonance respirační dynamiky a posturální funkce bránice. Dizertační práce, vedoucí Kučera, Miroslav. Praha: Univerzita Karlova, Fakulta tělesné výchovy a sportu, Fyzioterapie, 2010.
- RYCHNOVSKÝ, Tomáš a STUDNIČKA, Milan. Každá bolest má svou příčinu: principy fungování těla a mysli. Brno: BizBooks, 2019. ISBN 9788026508847.